# Banarottjärnen, Lappland
Banarottjärnen är en sjö i Åsele kommun i Lappland och ingår i Ångermanälvens huvudavrinningsområde.